# Očakovo-Matveevskoe
Il quartiere Očakovo-Matveevskoe (in russo Район Очаково-Матвеевское?) è un quartiere di Mosca sito nel Distretto Occidentale.
Viene costituito nel 1997 per unione dei due quartieri di Očakovo e Matveevskoe, costituiti nel corso della riforma amministrativa del 1991. I due quartieri presero il nome da alcuni degli abitati che sorgevano nell'area in passato.
Di Očakovo e Matveesvskoe sia ha menzione nel XVII secolo (ma del primo come Ačakovo), Matveesvskoe deve il proprio nome a Matvej Goleniščev-Kutuzov, che possedeva queste terre sulla riva sinistra del fiume Ramenka.
Entrano a far parte del territorio della città di Mosca nel 1960; nel decennio successivo avviene la moderna urbanizzazione del quartiere.